# 삼종신기 (가전제품)

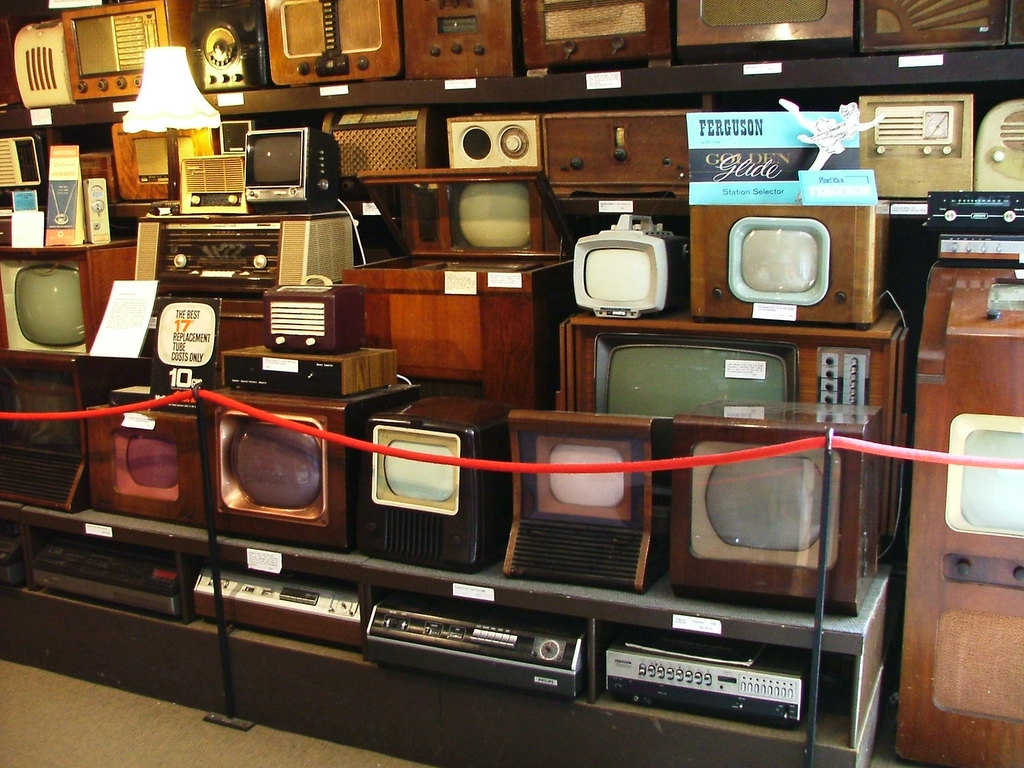
텔레비전

삼종신기(일본어: 三種の神器 산슈노진기[*])는 전후 일본에서 유행한 세 가지의 가전 제품인 세탁기, 텔레비전, 냉장고를 가리키는 유행어이다. 전후 일본의 대중 매체가 주도적으로 사용하기 시작한 말로, 그즈음의 해당 가전 제품들의 보급률은 그다지 높지 않았다.